# Petuški
Petuški (rusky Петушки́) je město ve Vladimirské oblasti v Ruské federaci. Při sčítání lidu v roce 2010 mělo přes patnáct tisíc obyvatel.

## Poloha
Petuški leží na levém břehu Kljazmy (přítok Oky v povodí Volhy). Od Vladimiru, správního střediska celé oblasti, jsou Petuški vzdáleny přibližně 70 kilometrů na západ.